# Drechslera musae-sapientium
Drechslera musae-sapientium är en svampart som först beskrevs av Clifford George Hansford, och fick sitt nu gällande namn av M.B. Ellis 1971. Drechslera musae-sapientium ingår i släktet Drechslera och familjen Pleosporaceae.   Inga underarter finns listade i Catalogue of Life.